# چارلز پاول (هنرپیشه)
چارلز پاول (انگلیسی: Charles Powell؛ زادهٔ ۵ آوریل ۱۹۶۳) یک هنرپیشه اهل ایالات متحده آمریکا است. 